# Trung đoàn 600
Trung đoàn 600  là một đơn vị trực thuộc Bộ tư lệnh Cảnh vệ có nhiệm vụ bảo vệ cán bộ cấp cao của Đảng và Nhà nước Việt Nam, bảo vệ các khu vực làm việc, các hoạt động, hội nghị của Đảng, Nhà nước Việt Nam.

## Lịch sử

### Quá trình phát triển
Từ tháng 5 đến tháng 7/1950, Trung ương Đảng đã chỉ đạo thành lập 2 tiểu đội mang mật danh AD và AT. Với lực lượng ban đầu gồm 22 cán bộ, chiến sĩ, tiểu đội AD và AT được cấp trên giao trọng trách vũ trang bảo vệ Bác Hồ (AD), đồng chí Trường Chinh (AT), đồng chí Phạm Văn Đồng (AT) và cơ quan Ngân hàng ở chiến khu Việt Bắc.
Tháng 2/1951, tiểu đội AD và Tiểu đội AT phát triển thành Đại đội 32.
Tháng 5/1953, Tiểu đoàn 600 được thành lập. Bảo vệ Chủ tịch Hồ Chí Minh, các đồng chí lãnh đạo cấp cao, các cơ quan Trung ương Đảng và Chính phủ trong kháng chiến.
20 tháng 9 1954, Trung đoàn 600 - Đoàn Tân Trào được thành lập để bảo vệ Chủ tịch Hồ Chí Minh, Trung ương Đảng, Chính phủ về tiếp quản Thủ đô.